# Lanfiala
Lanfiala es una comuna o municipio del círculo de Tominian de la región de Segú, en Malí. En abril de 2009 tenía una población censada de 9441 habitantes.
Se encuentra ubicada en el centro-sur del país, a poca distancia del río Níger y de la frontera con Burkina Faso y con la región de Mopti.